# Concistori di papa Urbano IV

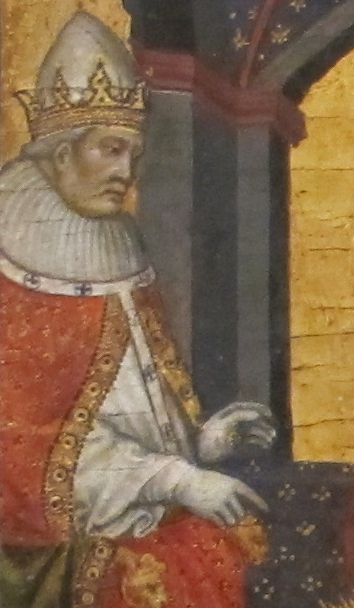
Papa Urbano IV

Questa voce raccoglie l'elenco completo dei concistori per la creazione di nuovi cardinali presieduti da papa Urbano IV, con l'indicazione di tutti i cardinali creati di cui si hanno informazioni documentarie (14 nuovi cardinali in 2 concistori). I nomi sono posti in ordine di creazione.

## 17 (o 24) dicembre 1261 (I)
1. Gui Foucois, arcivescovo di Narbonne (Francia); creato cardinale vescovo di Sabina; poi eletto Papa Clemente IV il 5 febbraio 1265 (morto nel novembre 1268)
2. Raoul Grosparmi, vescovo di Evreux (Francia); creato cardinale vescovo di Albano († 11 agosto 1270)
3. Simone Paltanieri, canonico capitolare della Cattedrale di Padova; creato cardinale presbitero dei Santi Silvestro e Martino ai Monti († poco dopo febbraio 1277)
4. Simon de Brion, cancelliere del Regno di Francia; creato cardinale presbitero di Santa Cecilia; poi eletto Papa Martino IV il 22 febbraio 1281 (morto nel marzo 1285)
5. Uberto di Cocconato, dei conti d'Elci: creato cardinale diacono di Sant'Eustachio († 13 luglio 1276)
6. Giacomo Savelli, creato cardinale diacono di Santa Maria in Cosmedin; poi eletto Papa Onorio IV il 2 aprile 1285 (morto nell'aprile 1287)
7. Gottifredo (di Raynaldo) da Alatri, creato cardinale diacono di San Giorgio in Velabro († 1287)

## 22 maggio 1262 (II)
1. Enrico Bartolomei da Susa, arcivescovo di Embrun (Francia); creato cardinale vescovo di Ostia e Velletri († 25 ottobre o 6 novembre 1271)
2. Anchero di Troyes, creato cardinale presbitero di Santa Prassede († 1º novembre 1286)
3. Guillaume de Bray, creato cardinale presbitero di San Marco († 29 aprile 1282)
4. Guy de Bourgogne, O.Cist., abate di Citeaux; creato cardinale presbitero di San Lorenzo in Lucina († 20 maggio 1272)
5. Annibale d'Annibaldi, O.P., creato cardinale presbitero dei Santi XII Apostoli (†1272)
6. Giordano Pironti, vice-cancelliere di Santa Romana Chiesa; creato cardinale diacono dei Santi Cosma e Damiano († ottobre 1269)
7. Matteo Rubeo Orsini, creato cardinale diacono di Santa Maria in Portico Octaviae († 4 settembre 1305)

## Fonti
- (EN) Current and historical information about the Bishops and Dioceses of the Catholic Hierarchy around the world, su catholic-hierarchy.org.
- (EN) Salvador Miranda, Urban IV, su fiu.edu – The Cardinals of the Holy Roman Church, Florida International University. URL consultato il 27 luglio 2015.